# Tinos
Tinos (Grieks: Τήνος) is sedert 2011 een fusiegemeente (dimos) en een regionale eenheid (periferiaki enotita) in de Griekse bestuurlijke regio (periferia) Zuid-Egeïsche Eilanden.
De drie deelgemeenten (dimotiki enotita) van de fusiegemeente zijn:
- Exomvourgo (Εξώμβουργο)
- Panormos (Πάνορμος)
- Tinos (Τήνος)[4].

Tinos ligt midden tussen Andros en Mykonos. Hoewel men tweemaal per dag vanuit Piraeus met de boot naar Tinos kan, en er vanuit Rafina nog vaker (snel)boten naar Tinos afvaren, wordt het eiland betrekkelijk weinig bezocht door buitenlandse toeristen. Voor de gelovige Grieken zelf is het, als bedevaartsoord, een van de bekendste eilanden van de Egeïsche Zee. Het telt niet minder dan 800 kapellen, en werd in de jaren zestig van de 20e eeuw uitgeroepen tot een heilig eiland. Het hele jaar door reizen duizenden godvruchtige pelgrims naar Tinos, maar vooral op 25 maart (Maria Boodschap) en 15 augustus (Maria Hemelvaart) is het er druk met pelgrims, die de wonderbare icoon van de Verkondiging aan de Moeder Gods vereren.

## Geschiedenis
De oudste bewoners van Tinos waren de Ioniërs die zich in de Archaïsche tijd op het eiland vestigden. Het werd een religieus centrum omdat, volgens een legende, de god Poseidon de inwoners van een slangenplaag had bevrijd. In de 4e eeuw v.Chr. werd er een tempel gebouwd voor Poseidon en zijn gemalin Amphitrite, beschermster van zeelui. De resten van dit heiligdom bevinden zich op minder dan 3 kilometer van Tinos-Stad, in noordwestelijke richting, bij de buurtschap Kionia.
Van 1207 tot 1715 was Tinos in Venetiaanse handen; uit die tijd stamt onder meer een groot aantal over het eiland verspreide, kunstig bewerkte duiventorens ("peristeriónes"). De Venetianen introduceerden de duivenkweek vooral voor de productie van mest. De oude hoofdplaats lag op de 640 m hoge bergtop Exombourgo, waar de Venetianen ook de vesting Santa Elena bouwden. Pas in 1715 werd Tinos door de Turken veroverd. Ondanks de lange aanwezigheid van de Venetianen zijn er op het eiland weinig Italiaanse invloeden bewaard, behalve misschien dat de meerderheid van de bevolking Grieks-Katholiek is, ook al valt het heiligdom zelf onder de Grieks-Orthodoxe Kerk.
Op 30 januari 1822 zag zuster Pelagía, een non van het Grieks-orthodoxe Kechrovounío-klooster, in een visioen de Moeder Gods een plek aanwijzen waar iets bijzonders begraven lag. Toen men op deze plek begon te graven, vond men een 850 jaar oude icoon, die de Annunciatie voorstelt. Toen het bekend werd dat de icoon, de Megalóchari ("Grote Vreugde"), genezende kracht zou bezitten, groeide Tinos uit tot een bedevaartsoord voor orthodoxe christenen.
Op 15 augustus 1940 werd bij hoofdplaats Tinos de Elli, een Grieks marineschip, door een Italiaans schip getorpedeerd, als gevolg waarvan negen Griekse zeelieden het leven lieten. Een van de musea bij de Panagía Evangelístria-kerk is aan deze gebeurtenis gewijd, en ook is er bij de haven een monument opgericht om dit feit te gedenken.

## Bezienswaardig
- De kerk Panagía Evangelístria werd tussen 1823 en 1830 (in volle Bevrijdingsoorlog) gebouwd op de plaats waar men de wonderbare icoon ontdekte. Dankbare pelgrims wier wensen werden verhoord hebben het interieur gevuld met talloze gouden en zilveren geschenken en ex voto's. De icoon zelf is zo overladen met goud en sieraden dat er nauwelijks een glimp van op te vangen is. In de kapel waar hij is opgegraven bevindt zich ook de "Zoödochos Pigi" ("Levengevende Bron") waarvan het water helende werking zou hebben. De marmeren voorgevel met monumentale trap en voorhal maakt het tot een der mooiste voorbeelden van kerkelijke architectuur van het 19e-eeuwse Griekenland.
- In de onmiddellijke omgeving van de kerk bevinden zich enkele musea, waar onder meer kerkschatten en kostbare manuscripten, schilderijen en archeologische vondsten (onder meer afkomstig van het Poseidon-heiligdom) te zien zijn.
- Even noordwaarts buiten Tinos-Stad bevindt zich het Byzantijnse (12e eeuw), ommuurde klooster "Moní Kechrovounío", waar men de cel kan bezichtigen waar zuster Pelagía haar visioen kreeg.

## Stranden
Tinos bezit een aantal grotere en kleinere stranden, waaronder dat bij Kionia, Kolimbritha en Panormos. Ook dicht bij de hoofdstad Tinos is een strand, Aghias Fokas geheten. Dankzij busverbindingen vanuit Tinos-Stad zijn deze stranden goed bereikbaar.

## Marmerindustrie
Op een aantal plaatsen op Tinos wordt marmer gevonden en bewerkt. Met name in het dorpje Pyrgos, in het noordoosten van het eiland, is de marmerproductie van groot belang. Dit plaatsje is ook de plek waar veel beroemde Griekse kunstenaars geboren werden en/of werkten, zoals de beeldhouwer Yannoulis Chalepas. Nu is er een pas geopend Museum voor Marmerbewerking te bezichtigen, waar de marmerproductie van rotsblok tot eindproduct uit de doeken wordt gedaan. Tevens bezit dit plaatsje een kerkhof, waar monumentale grafmonumenten het beste van de marmerbewerkingskunst laten zien. In Pyrgos is ook een beroepsopleiding voor marmerbewerkers gevestigd.